# Tự tử trong giới trẻ LGBT
Nhiều nghiên cứu đã chỉ ra rằng tỷ lệ cố gắng tự tử và có ý tưởng tự tử ở giới trẻ đồng tính nữ, đồng tính nam, song tính và chuyển giới (LGBT) cao hơn đáng kể so với dân số nói chung. Những người trẻ LGBT có tỷ lệ tìm cách tự tử cao nhất và liên quan đến định kiến ghê sợ đồng tính luyến ái và phân biệt đối xử dị tính luyến ái, bao gồm các cuộc tấn công chính trị đối với quyền công dân của người LGBT, cũng như trong các nỗ lực đương thời nhằm ngăn cản tiến trình hợp thức hóa hôn nhân đồng giới.
Việc thông qua các luật phân biệt đối xử với người LGBT có tác động tiêu cực đáng kể đến sức khỏe thể chất và tinh thần cũng như hạnh phúc của giới trẻ LGBT; ví dụ, trầm cảm và sử dụng ma túy ở những người LGBT đã được chứng minh là gia tăng đáng kể sau khi luật phân biệt đối xử được thông qua. Ngược lại, việc thông qua luật công nhận người LGBT bình đẳng về quyền công dân, chẳng hạn như luật ủng hộ hôn nhân đồng giới, có thể có tác động tích cực đáng kể đến sức khỏe thể chất và tinh thần cũng như phúc lợi của giới trẻ LGBT.
Bắt nạt thanh thiếu niên LGBT là một yếu tố góp phần dẫn đến nhiều vụ tự tử, ngay cả khi không phải tất cả các vụ tấn công đều liên quan cụ thể đến tình dục hoặc giới tính. Kể từ một loạt các vụ tự tử vào đầu những năm 2000, người ta đã chú ý nhiều hơn đến các vấn đề và nguyên nhân cơ bản nhằm nỗ lực giảm thiểu các vụ tự tử trong giới trẻ LGBT. Nghiên cứu của Dự án Chấp thuận Gia đình đã chứng minh rằng "sự chấp nhận của phụ huynh và thậm chí chỉ là sự trung lập, đối với xu hướng tính dục của trẻ" có thể làm giảm tỷ lệ tự tử.

## Báo cáo và nghiên cứu
Nhân viên xã hội lâm sàng Dự án Chấp thuận Gia đình của Caitlin Ryan (Đại học bang San Francisco) đã tiến hành nghiên cứu đầu tiên về tác động của việc gia đình chấp nhận và từ chối đối với sức khỏe, tâm thần và hạnh phúc của giới trẻ LGBT, bao gồm tự tử, HIV/AIDS và vô gia cư. Nghiên cứu cho thấy giới trẻ LGBT "bị gia đình từ chối ở mức độ cao trong thời niên thiếu (khi so sánh với những người ít hoặc không bị cha mẹ và người chăm sóc từ chối) có khả năng tự tử cao hơn tám lần, có khả năng trầm cảm cao hơn sáu lần, khả năng sử dụng ma túy bất hợp pháp cao hơn ba lần và khả năng có nguy cơ cao nhiễm HIV hoặc các bệnh lây truyền qua đường tình dục khác cao hơn ba lần" khi họ bước sang tuổi 20.
Nhiều nghiên cứu đã chỉ ra rằng giới trẻ đồng tính nữ, đồng tính nam và song tính có tỷ lệ tự tử cao hơn so với giới trẻ dị tính. Trung tâm tài nguyên ngăn chặn tự tử ước tính chiếm khoảng 5 đến 10% giới trẻ LGBT, tùy thuộc vào độ tuổi và nhóm giới tính, đã từng có ý định tự tử, tỷ lệ này cao hơn 1,5-3 lần so với giới trẻ dị tính. Tỷ lệ có ý tưởng tự tử và các vấn đề sức khỏe tâm thần nói chung ở giới trẻ đồng tính cao hơn so với các bạn đồng trang lứa khác giới của họ được cho là do căng thẳng thiểu số.
Phụ huynh có trình độ học vấn cao hơn hoặc thuộc các dân tộc khác nhau dường như không có tác động đáng kể đến số liệu thống kê về tự tử của LGBT+.

## Sự chấp nhận của phụ huynh
Phản ứng của gia đình đối với giới trẻ LGBT khác nhau ở mỗi người. Nó bao gồm từ sự chấp nhận đến phản đối cá nhân LGBT. "Kết nối gia đình" rất quan trọng trong cuộc sống của giới trẻ LGBT vì nó sẽ giúp thiết lập một sức khỏe tinh thần tích cực. Một trong những hệ quả tiêu cực của giới trẻ LGBT tâm sự với các thành viên trong gia đình về bản dạng giới tính là nguy cơ bị đuổi khỏi nhà. Khi những thanh niên này không có sự hỗ trợ và chấp nhận của gia đình, họ có nhiều khả năng chuyển sang các nguồn rủi ro tiêu cực khác.
Trong số những bạn trẻ chuyển giới, những tác động này thậm chí còn rõ rệt hơn. Trong một mẫu gồm 84 giới trẻ chuyển giới, những người được cha mẹ ủng hộ mạnh mẽ, có tỷ lệ tự tử thấp hơn 93% (chênh lệch 14 lần). Trong một cuộc khảo sát riêng với gần 34.000 giới trẻ LGBT, những người có gia đình hỗ trợ cho biết tỷ lệ tự tử thấp hơn một nửa so với những người không có gia đình hỗ trợ.

## Kỳ thị đồng tính được thể chế hóa và nội tâm hóa
Kỳ thị đồng tính được thể chế hóa và nội tâm hóa cũng có thể khiến giới trẻ LGBT không chấp nhận bản thân và có những xung đột nội tâm sâu sắc về xu hướng tính dục của họ. Phụ huynh có thể bỏ rơi hoặc đuổi con ra khỏi nhà sau khi con công khai xu hướng tính dục.
Chứng sợ đồng tính xuất hiện bằng bất kỳ phương tiện nào có thể là cửa ngõ dẫn đến bắt nạt dưới nhiều hình thức. Bắt nạt thể chất như hành động đá, đấm, trong khi bắt nạt tinh thần là bêu tên, lan truyền tin đồn và những lời lăng mạ khác. Bắt nạt trên mạng liên quan đến các tin nhắn lăng mạ hoặc các tin nhắn có cùng tính chất trên Facebook, Twitter và các mạng truyền thông xã hội khác. Bắt nạt tình dục bao gồm động chạm không phù hợp, cử chỉ dâm dục hoặc trò đùa.

## Dự án
Một số tổ chức phi chính phủ đã bắt đầu các sáng kiến nhằm cố gắng giảm thiểu các vụ tự tử của giới trẻ LGBT, chẳng hạn như Dự án Trevor và Dự án It Gets Better. Các hành động như Tuần lễ Kết thân, Ngày im lặng và Can thiệp tự tử đã giúp chống lại việc tự làm hại bản thân và bạo lực đối với người LGBT.